# هيلسبورو (نيو برونزويك)
هيلسبورو (بالإنجليزية: Hillsborough, New Brunswick)‏ هي قرية تقع في كندا في Hillsborough Parish, New Brunswick. يقدر عدد سكانها بـ 1,350 نسمة .